# Machakos
Machakos je grad u Keniji, sjedište istoimenog okruga. Nalazi se u provinciji Eastern, 64 km jugoistočno od Nairobija, na oko 1850 metara nadmorske visine. Gradsku populaciju većinom sačinjavaju pripadnici etničke skupine Kamba.
Naselje je osnovano 1889., deset godina prije Nairobija te je bilo prvi centar britanske kolonijalne uprave. Nakon što je željeznička pruga zaobišla Machakos, naselje je izgubilo svoje prvobitno značenje.
Godine 1999. Machakos je imao 144.109 stanovnika, no stanovništvo se 2005. procjenjivalo na 166.367.